# Gołańcz (gmina)
Gołańcz est une gmina mixte du powiat de Wągrowiec, Grande-Pologne, dans le centre-ouest de la Pologne. Son siège est la ville de Gołańcz, qui se situe environ 18 km au nord-est de Wągrowiec et 67 km au nord-est de la capitale régionale Poznań.
La gmina couvre une superficie de 192,13 km2 pour une population de 8 427 habitants en 2010.
En 2022, selon le recensement, la gmina comptait 7 802 habitants.

## Géographie

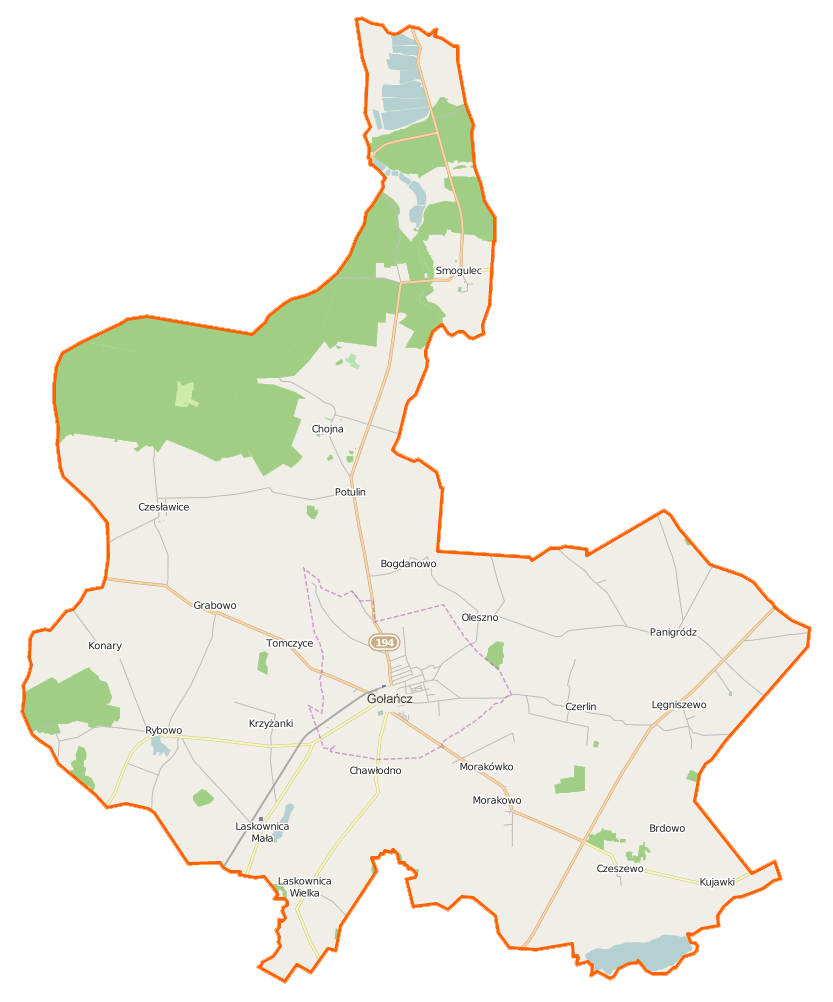
Plan de la gmina.

Outre la ville de Gołańcz, la gmina inclut les villages de:
- Bogdanowo
- Brdowo
- Buszewo
- Chawłodno
- Chojna
- Czerlin
- Czesławice
- Czeszewo
- Grabowo
- Jeziorki
- Konary
- Krzyżanki
- Kujawki
- Laskownica Mała
- Laskownica Wielka
- Lęgniszewo
- Morakowo
- Morakówko
- Oleszno
- Panigródz
- Potulin
- Rybowo
- Smogulec
- Tomczyce

### Gminy voisines
La gmina de Gołańcz est bordée des gminy de:
- Damasławek
- Kcynia
- Margonin
- Szamocin
- Wapno
- Wągrowiec
- Wyrzysk

## Structure du terrain
D'après les données de 2002, la superficie de la commune de Gołańcz est de 192,13 km2, répartis comme tel :
- terres agricoles : 76% (soit 14,598 ha)[2]
- forêts : 15%

La commune représente 18,46% de la superficie du powiat.

## Démographie
Données du 30 juin 2004 :
| description        | Total  | Total | Femmes | Femmes | Hommes | Hommes |
| ------------------ | ------ | ----- | ------ | ------ | ------ | ------ |
| Unité              | Nombre | %     | Nombre | %      | Nombre | %      |
| population         | 8 407  | 100   | 4178   | 49,7   | 4229   | 50,3   |
| Densité (hab./km2) | 43,8   | 43,8  | 21,7   | 21,7   | 22     | 22     |